# Xã Denmark, Quận Ashtabula, Ohio
Xã Denmark (tiếng Anh: Denmark Township) là một xã thuộc quận Ashtabula, tiểu bang Ohio, Hoa Kỳ. Năm 2010, dân số của xã này là 946 người.